# Codessoso
Codessoso é uma povoação portuguesa do Município de Boticas que foi sede da extinta Freguesia de Codessoso, freguesia que tinha 8,66 km² de área e 132 habitantes (2011), e, por isso, uma densidade populacional de 15,2 hab/km².
A Freguesia de Codessoso foi extinta em 2013, no âmbito de uma reforma administrativa nacional, tendo sido agregada às freguesias de Curros e Fiães do Tâmega, para formar uma nova freguesia denominada Codessoso, Curros e Fiães do Tâmega da qual é a sede.

## População
| Número de habitantes | Número de habitantes | Número de habitantes | Número de habitantes | Número de habitantes | Número de habitantes | Número de habitantes | Número de habitantes | Número de habitantes | Número de habitantes | Número de habitantes | Número de habitantes | Número de habitantes | Número de habitantes | Número de habitantes |
| -------------------- | -------------------- | -------------------- | -------------------- | -------------------- | -------------------- | -------------------- | -------------------- | -------------------- | -------------------- | -------------------- | -------------------- | -------------------- | -------------------- | -------------------- |
| 1864                 | 1878                 | 1890                 | 1900                 | 1911                 | 1920                 | 1930                 | 1940                 | 1950                 | 1960                 | 1970                 | 1981                 | 1991                 | 2001                 | 2011                 |
| 376                  | 403                  | 393                  | 500                  | 457                  | 417                  | 476                  | 450                  | 499                  | 484                  | 345                  | 231                  | 194                  | 168                  | 132                  |

(Obs.: Número de habitantes "residentes", ou seja, que tinham a residência oficial neste concelho à data em que os censos  se realizaram.)
| Distribuição da População por Grupos Etários em 2001 e 2011 | Distribuição da População por Grupos Etários em 2001 e 2011 | Distribuição da População por Grupos Etários em 2001 e 2011 | Distribuição da População por Grupos Etários em 2001 e 2011 | Distribuição da População por Grupos Etários em 2001 e 2011 | Distribuição da População por Grupos Etários em 2001 e 2011 | Distribuição da População por Grupos Etários em 2001 e 2011 | Distribuição da População por Grupos Etários em 2001 e 2011 | Distribuição da População por Grupos Etários em 2001 e 2011 | Distribuição da População por Grupos Etários em 2001 e 2011 |
| ----------------------------------------------------------- | ----------------------------------------------------------- | ----------------------------------------------------------- | ----------------------------------------------------------- | ----------------------------------------------------------- | ----------------------------------------------------------- | ----------------------------------------------------------- | ----------------------------------------------------------- | ----------------------------------------------------------- | ----------------------------------------------------------- |
| Idade                                                       | 0-14                                                        | 15-24                                                       | 25-64                                                       | > 65                                                        |                                                             | 0-14                                                        | 15-24                                                       | 25-64                                                       | > 65                                                        |
| 2001                                                        | 19                                                          | 24                                                          | 82                                                          | 43                                                          |                                                             | 11,3%                                                       | 14,3%                                                       | 48,8%                                                       | 25,6%                                                       |
| 2011                                                        | 18                                                          | 7                                                           | 62                                                          | 45                                                          |                                                             | 13,6%                                                       | 5,3%                                                        | 47,0%                                                       | 34,1%                                                       |